# (14959) TRIUMF
(14959) TRIUMF est un astéroïde de la ceinture principale.

## Description
(14959) TRIUMF est un astéroïde de la ceinture principale. Il fut découvert le 9 mai 1996 à Kitt Peak par le projet Spacewatch. Il présente une orbite caractérisée par un demi-grand axe de 2,45 UA, une excentricité de 0,23 et une inclinaison de 4,9° par rapport à l'écliptique.

## Compléments